# Districte de Montepuez
El Districte de Montepuez és un districte de Moçambic, situat a la província de Cabo Delgado. Té una superfície 17.964 kilòmetres quadrats. En 2015 comptava amb una població de 230.013 habitants. Limita al Nord amb el districte de Mueda, a l'oest amb els districtes de Marrupa i Mecula de la província de Niassa, al sud amb els districtes de Balama, Chiúre i Namuno, i a l'est amb els districtes d'Ancuabe i Meluco.

## Divisió administrativa
El districte està dividit en quatre postos administrativos (Mapupulo, Mirate, Nairoto i Namanhumbir, compostos per les següents localitats:
- Posto Administrativo de Mapupulo:
  - Massingir
  - Mapupulo,
  - Mputo
- Posto Administrativo de Mirate:
  - Chipembe
  - Mararange
  - Mirate,
  - Unidade
- Posto Administrativo de Nairoto:
  - Nacocolo,
  - Nairoto
- Posto Administrativo de Namanhumbir:
  - M'Pupene